# Tural Isgenderov
Tural İsgəndərov (Sumqayıt, 12 januari 1992) is een Azerbeidzjaans wielrenner die van 2012 tot en met 2015 reed voor Synergy Baku Cycling Project.

## Carrière
In 2012 werd İsgəndərov tweede op het nationale kampioenschap tijdrijden, waar Elçin Əsədov veertien seconden sneller was. Eerder dat jaar was hij, door in alle vier de etappes bij de beste twintig renners te eindigen, zevende geworden in het eindklassement van de Ronde van Thracië. Een jaar later werd hij wederom tweede in de strijd om de nationale tijdrittitel, wederom achter Əsədov. Een dag later was enkel Samir Cəbrayılov sneller in de wegwedstrijd.
In 2014, zijn tweede seizoen bij Synergy Baku, werd İsgəndərov derde op het nationale kampioenschap tijdrijden en tweede in de wegwedstrijd. In december nam hij deel aan het wereldkampioenschap, waar hij op plek 55 eindigde in de tijdrit en de wegwedstrijd niet uitreed. Na het seizoen 2015, waarin een vierde plek op het nationale kampioenschap tijdrijden zijn beste prestatie was, werd zijn contract niet verlengd en reed hij geen wedstrijden meer.

## Ploegen
- 2012 –  Team Specialized Concept Store
- 2013 –  Synergy Baku Cycling Project
- 2014 –  Synergy Baku Cycling Project
- 2015 –  Synergy Baku Cycling Project

Cəbrayılov · Clarke · Craven · Ebsen · Huseby · İsgəndərov · İsmayılov · Əsədov · Lane · Manan · McConvey · Mustafayev · Nağıyev · Pozdnijakov · Rogers · Schweizer · Soeroetkovytsj · Hüseynzadə (stagiair)
Asanov · Averin · Brammeier · Cəbrayılov · Davison · Eibegger · İlyasov · İsgəndərov · İsmayılov · Ələkbərov · Əsədov · Klemme · Lane · Lavery · McConvey · C. Schweizer · M. Schweizer · Sokol · Soeroetkovytsj · Walker
Asanov · Averin · Jabrayilov · Eibegger · Ilyasov · Isgenderov · İsmayılov · Əlizadə · Asadov · Mugerli · Pliușchin · Soeroetkovytsj · Tamouridis · van Winden